# Jenaer Regeln
Die Jenaer Regeln sind eine Reihe von Regeln im Fußball, sie wurden am 1. Januar 1893 in Jena erlassen und zählen neben den Cambridge-Regeln zu den ältesten Regeln in der Geschichte der Fußballregeln. Die wichtigsten dieser Fußballregeln betrafen die Beschaffenheit der Spielfläche.

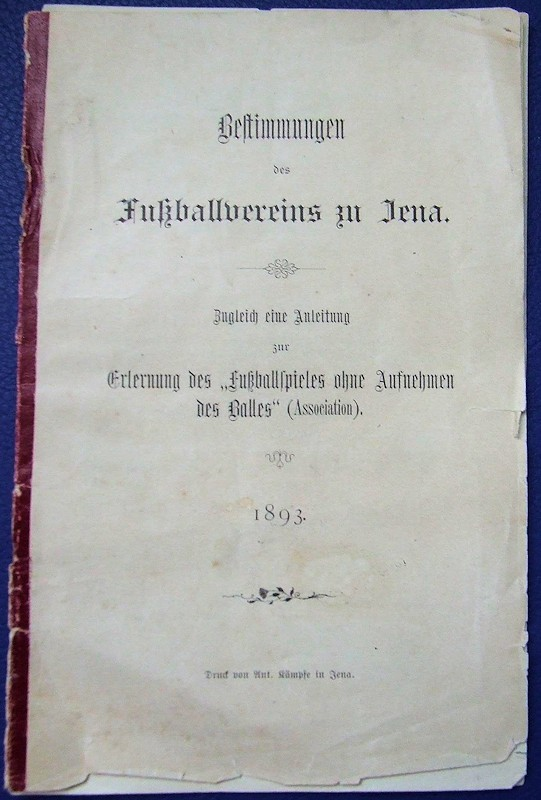
Titelseite der Bestimmungen des Fußballvereins zu Jena – Zugleich eine Anleitung zur Erlernung des „Fußballspieles ohne Aufnehmen des Balles“ (Association) von 1893

Drei Jahre zuvor war der erste Fußballverein in Jena gegründet worden und dieser war auf der Suche nach geeigneten Spielflächen. Diese fand man auf den Wiesen in der Jenaer Oberaue, den natürlichen Überschwemmungsflächen der Saale. Da diese Wiesen aber mit Bäumen und Sträuchern bewachsen waren, beschloss man ein Verbot von „Bewuchs“ auf den in Deutschland zum Fußball genutzten Spielfeldern. Damit zählen die Jenaer Regeln zu den wichtigsten und einfachsten Regeln im Fußball, auch wenn sie bei heute genutzten Spielfeldern trivial wirken und nur einen Bruchteil der jetzigen Regeln des International Football Association Boards ausmachen.
In den Jenaer Oberauen befindet sich auch heute noch das Ernst-Abbe-Sportfeld.